# And the Anonymous Nobody...
Albums de De La Soul
For Your Pain & Suffering
(2016)
Singles
1. Trainwreck
Sortie : 29 avril 2016
2. Pain
Sortie : 1er juin 2016
3. Royalty Capes
Sortie : 20 juillet 2016
4. Drawn
Sortie : 10 août 2016
5. Greyhounds
Sortie : 17 août 2016

and the Anonymous Nobody... est le huitième album studio de De La Soul, sorti le 26 août 2016.
L'album, bien accueilli par la critique, s'est classé 1er au Billboard Vinyl Albums, 3e au Top R&B/Hip-Hop Albums et 12e au Billboard 200.

## Liste des titres
| No  | Titre | Contient un (des) sample(s) de                          | Durée |
| --- | --- | ------------------------------------------------------- | ----- |
| 1.  | Genesis (featuring Jill Scott – Produit par The Anonymous Nobodies)                                                                              |                                                         | 1:36  |
| 2.  | Royalty Capes (Produit par Plug Too, The Anonymous Nobodies et Davey Chegwidden)                                                                 |                                                         | 3:46  |
| 3.  | Pain (featuring Snoop Dogg – Produit par Supa Dave West et De La Soul)                                                                           | Dr. Funkenstein de Parliament                           | 4:39  |
| 4.  | Property of Spitkicker.com (featuring Roc Marciano – Produit par Plug Too et The Anonymous Nobodies)                                             |                                                         | 5:32  |
| 5.  | Memory of… (Us) (featuring Estelle et Pete Rock – Produit par Pete Rock, De La Soul et Supa Dave West)                                           |                                                         | 4:55  |
| 6.  | CBGB's (Produit par Plug Too et Ethan Phillips)                                                                                                  | Beat Box d'Art of Noise The New Style des Beastie Boys  | 1:20  |
| 7.  | Lord Intended (featuring Justin Hawkins – Produit par The Anonymous Nobodies et Joshua Matthew Lopez)                                            |                                                         | 7:16  |
| 8.  | Snoopies (Interprété par De La Soul et David Byrne – Produit par Plug Won, Supa Dave West, Joshua Matthew Lopez, Money Mark et Davey Chegwidden) |                                                         | 4:15  |
| 9.  | Greyhounds (featuring Usher – Produit par Ethan Phillips, The Anonymous Nobodies et Davey Chegwidden)                                            |                                                         | 5:26  |
| 10. | Sexy Bitch (Produit par Plug Won) |                                                         | 1:31  |
| 11. | Trainwreck (Produit par Supa Dave West et The Anonymous Nobodies)                                                                                | Get Up (I Feel Like Being a) Sex Machine de James Brown | 3:17  |
| 12. | Drawn (featuring Little Dragon – Produit par The Anonymous Nobodies, Dave Palmer, Kaveh Rastegar et Davey Chegwidden)                            |                                                         | 5:33  |
| 13. | Whoodeeni (featuring 2 Chainz – Produit par Plug Too)                                                                                            | Freaks Come Out at Night de Whodini                     | 4:31  |
| 14. | Nosed Up (Produit par Supa Dave West) |                                                         | 3:57  |
| 15. | You Go Dave (A Goldblatt Presentation) (featuring David Goldblatt – Produit par Davey Chegwidden, Ethan Phillips et The Anonymous Nobodies)      | Watch Me (Whip/Nae Nae) de Silentó                      | 1:20  |
| 16. | Here in After (featuring Damon Albarn – Produit par The Anonymous Nobodies, Kaveh Rastegar, Joshua Matthew Lopez et Davey Chegwidden)            |                                                         | 5:41  |
| 17. | Exodus (Produit par The Anonymous Nobodies) |                                                         | 3:24  |